# Alan Williams (Schauspieler)
Alan Williams (* 1954 in Manchester, England) ist ein britischer Schauspieler und Dramatiker.

## Leben
Der 1954 in Manchester geborene Williams zog 1972 nach Hull, wo er sich der neu gegründeten Hull Truck Theatre Company anschloss. Dort trat er in Theaterstücken wie Wimbo the Wonder Dog, The Gormless Ghoul of Castle Doom, The Melody Bandbox Rhythm Road Show und Bunny Scuff’s Teen Tempo Disc Date auf. Später trat er mit den von ihm verfassten Einpersonen-Stücken The Cockroach that Ate Cincinnati, The Return of the Cockroach und The Cockroach Has Landed auf.
1981 trat Williams beim Toronto International Theatre Festival mit seiner Cockroach-Trilogie am Toronto Free Theatre auf und ließ sich im Jahr darauf in Kanada nieder. Es folgten weitere Inszenierungen an diversen Theatern in Toronto und Montreal. Mit seinen Stücken The White Dogs of Texas, The King Of America und Dixieland’s Night of Shame tourte er durch Kanada. Sein Stück Welcome to the NHL wurde zur Eröffnung der Olympischen Winterspiele 1988 aufgeführt und lief später auch in Winnipeg und Saskatoon. Williams verfasste auch die Theaterstücke The Duke of Nothing, The Warlord of Willowdale und The Consolation of Philosophy. Williams ist Mitbegründer der Theatergruppe The Rude Players, mit der er die Theaterstücke Return to the Lost Planet, Rock Is Dead und Fun In Manitoba (Indescribably Blue) schrieb und umsetzte. Mit Paul Cram und Mary Vingoe schrieb er das Drama mit Musik Thunder, das 1996 an der Dalhousie University und später auch auf CBC/Radio-Canada aufgeführt wurde. Im gleichen Jahr adaptierte er sein Theaterstück The Cockroach that Ate Cincinnati für das Drehbuch zu Michael McNamaras gleichnamigem Film, in dem er auch die Hauptrolle übernahm.
Williams unterrichtete auch an der University of Winnipeg.
1996 zog Williams zurück ins Vereinigte Königreich. Dort trat er weiter am Theater in Edinburgh und London auf, insbesondere am Londoner Royal Court Theatre und am National Theatre.
Parallel war Williams verstärkt in Film- und Fernsehproduktionen zu sehen. So übernahm er Rollen in den Fernsehserien Coronation Street, The Bill, Life Begins, Rom, Silent Witness, EastEnders, Vera – Ein ganz spezieller Fall und Luther. In der HBO-Miniserie Chernobyl übernahm Williams die Rolle des KGB-Vorsitzenden Charkov. Wiederholt arbeitete Williams mit Regisseur Mike Leigh zusammen, der ihn in seinen Filmen All or Nothing, Vera Drake und Peterloo besetzte.

## Filmografie
- 1986: Mistress Madeleine
- 1994: The Darling Family
- 1996: The Cockroach that Ate Cincinnati (Drehbuch und Hauptrolle)
- 1997: Wycliffe (Fernsehserie, 1 Episode)
- 1997, 1999, 2002, 2004: The Bill (Fernsehserie, 4 Episoden)
- 1998: Getting Hurt (Fernsehfilm)
- 1998: The Scold′s Bridle (Miniserie, 2 Episoden)
- 1998: Touching Evil (Fernsehserie, 2 Episoden)
- 1998: Among Giants – Zwischen Himmel und Erde (Among Giants)
- 1999: Badger (Fernsehserie, 1 Episode)
- 1999: Elephant Juice
- 1999–2000: Always and Everyone (Fernsehserie, 7 Episoden)
- 1999, 2001: Coronation Street (Fernsehserie, 3 Episoden)
- 2000: North Square (Fernsehserie, 1 Episode)
- 2002: Peak Practice (Fernsehserie, 1 Episode)
- 2002: All or Nothing
- 2002: Paradise Heights (Fernsehserie, 1 Episode)
- 2002: Heartlands – Mitten ins Herz (Heartlands)
- 2002: Hautnah – Die Methode Hill (Wire in the Blood, Fernsehserie, 2 Episoden)
- 2002: Sirenen der Finsternis (Sirens, Fernsehfilm)
- 2003: Serious and Organised (Fernsehserie, 1 Episode)
- 2003: Bright Young Things
- 2003: The Mayor of Casterbridge (Fernsehfilm)
- 2003: Charles II: The Power & the Passion (Miniserie, 1 Episode)
- 2004: The Life and Death of Peter Sellers
- 2004: Vera Drake
- 2004–2005: Life Begins (Fernsehserie, 7 Episoden)
- 2005: Derailed (Fernsehfilm)
- 2005: A Waste of Shame: The Mystery of Shakespeare and His Sonnets (Fernsehfilm)
- 2006: Elizabeth I – The Virgin Queen (Miniserie, 1 Episode)
- 2006: Heartbeat (Fernsehserie, 1 Episode)
- 2006: The Innocence Project (Fernsehserie, 1 Episode)
- 2007: Rom (Rome, Fernsehserie, 4 Episoden)
- 2007: New Tricks – Die Krimispezialisten (New Tricks, Fernsehserie, 1 Episode)
- 2007: Grow Your Own
- 2007, 2010: Holby City (Fernsehserie, 2 Episoden)
- 2008: Mutual Friends (Fernsehserie, 1 Episode)
- 2008: Silent Witness (Fernsehserie, 2 Episoden)
- 2008: Spooks – Im Visier des MI5 (Spooks, Fernsehserie, 1 Episode)
- 2008: EastEnders (Fernsehserie, 1 Episode)
- 2009: Personal Affairs (Miniserie, 1 Episode)
- 2010: Pulse (Fernsehfilm)
- 2010: London Boulevard
- 2011: Shameless (Fernsehserie, 1 Episode)
- 2011: Das karmesinrote Blütenblatt (Miniserie, 2 Episoden)
- 2011: Vera – Ein ganz spezieller Fall (Vera, Fernsehserie, 1 Episode)
- 2011: Luther (Fernsehserie, 3 Episoden)
- 2011: Inspector Barnaby (Midsomer Murders, Fernsehserie, 1 Episode)
- 2011: Doc Martin (Fernsehserie, 2 Episoden)
- 2011, 2016: Doctors (Fernsehserie, 2 Episoden)
- 2012: Run for Your Wife
- 2012–2013: Starlings (Fernsehserie, 12 Episoden)
- 2012, 2015, 2016, 2019, 2021: Casualty (Fernsehserie, 5 Episoden)
- 2013: Utopia (Fernsehserie, 2 Episoden)
- 2013: Der junge Inspektor Morse (Endeavour, Fernsehserie, 1 Episode)
- 2013: The Guilty (Miniserie, 3 Episoden)
- 2015: SunTrap (Fernsehserie, 3 Episoden)
- 2015: The Coroner (Fernsehserie, 1 Episode)
- 2015–2016: Drunk History: UK (Fernsehserie, 4 Episoden)
- 2016: Der traumhafte Weg
- 2016: Das Gesetz der Familie (Trespass Against Us)
- 2016: The Crown (Fernsehserie, 1 Episode)
- 2017–2020: Father Brown (Fernsehserie, 5 Episoden)
- 2018: Peterloo
- 2018: Sometimes Always Never
- 2019: Ich war zuhause, aber…
- 2019: Chernobyl (Miniserie, 3 Episoden)
- 2019: The Capture (Miniserie, 3 Episoden)
- 2020: Cold Feet (Fernsehserie, 1 Episode)
- 2021: Grantchester (Fernsehserie, 1 Episode)
- 2021: The Long Call (Fernsehserie, 4 Episoden)